# Владика Святослав Романович
Владика Святослав Романович (*12 травня 1975, м. Івано-Франківськ) - український митець, громадський діяч, магістр сакрального мистецтва, лауреат Державної Премії України в галузі архітектури. Голова та засновник Асоціації Сакрального Мистецтва, співзасновник іконописних студій при Ужгородській духовній академії та при храмі Різдва Пресвятої Богородиці м. Львів, член Української спілки іконописців, викладач курсу "Іконографічний рисунок" іконописної школи "Радруж" при Українському Католицькому Університеті, входить до складу комісії з сакрального мистецтва Львівської Архієпархії Української Греко-Католицької Церкви. 

## Життєпис
Народився 12.05.1975 у м. Івано-Франківськ. Живе та працює у Львові.

## Освіта
1993 - Косівський коледж прикладного та декоративного мистецтва
1998 - Прикарпатський національний університет ім. Василя Стефаника
2008 - Львівська Національна Академія Мистецтв , кафедра сакрального мистецтва. Магістр іконопису

## Творчість
Працює в галузі сакрального мистецтва. Є автором храмових поліхромій, ікон та іконостасів в Україні та закордоном. Провадить новаторський підхід в стінописах храмів який характеризує як "сакральний мінімалізм".

## Основні твори
Автор розписів інтер’єрів храмів:
церква Йосифа Обручника, м. Львів

Поліхромія святилища храму св. Йосифа Обручника у Львові

церква Успіння Пресвятої Богородиці, м. Мукачево
церква Положення Поясу Пресвятої Богородиці, м. Львів

церква Різдва Пресвятої Богородиці, м. Львів

церква Петра і Павла, м. Новояворівськ

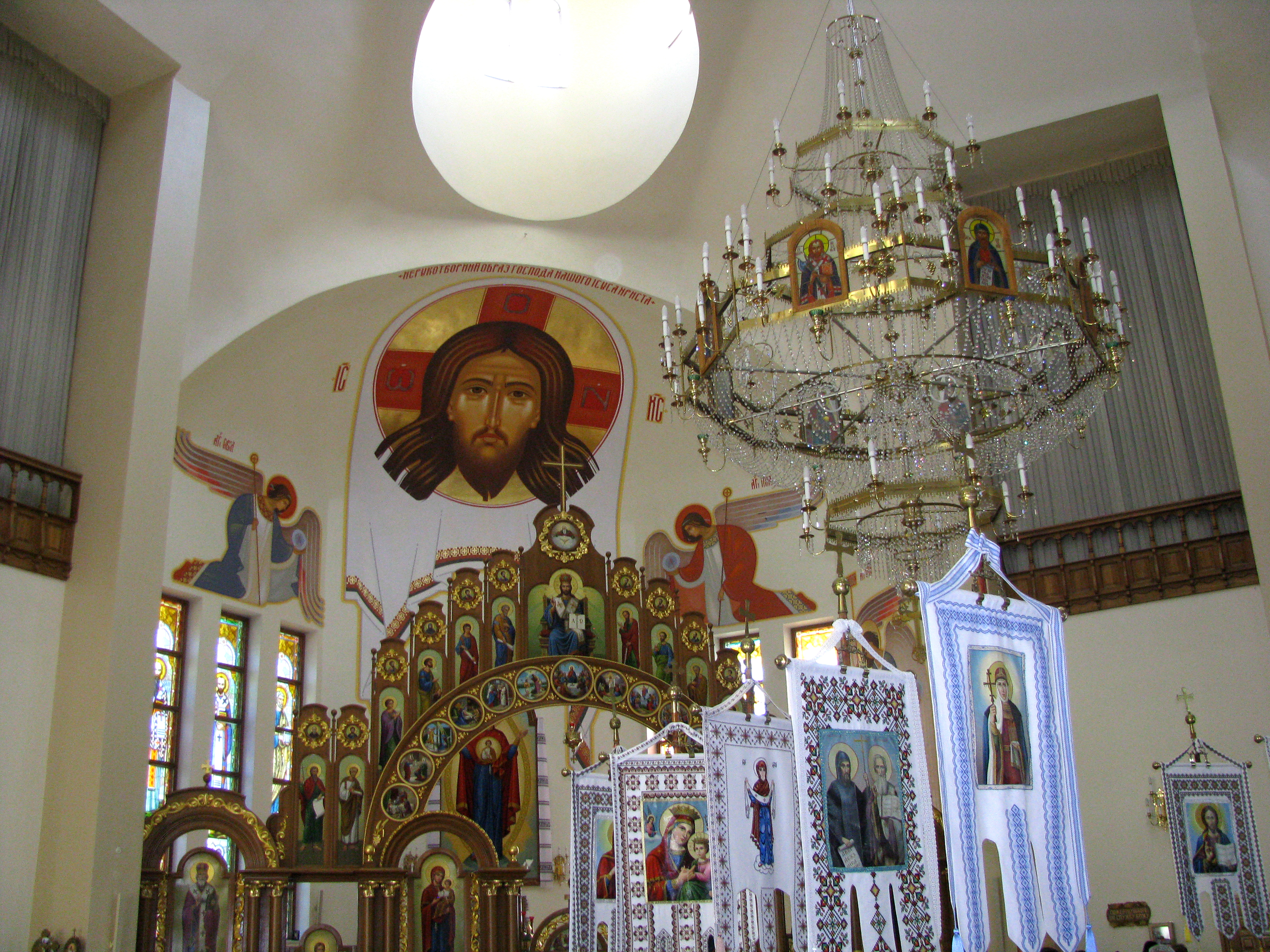
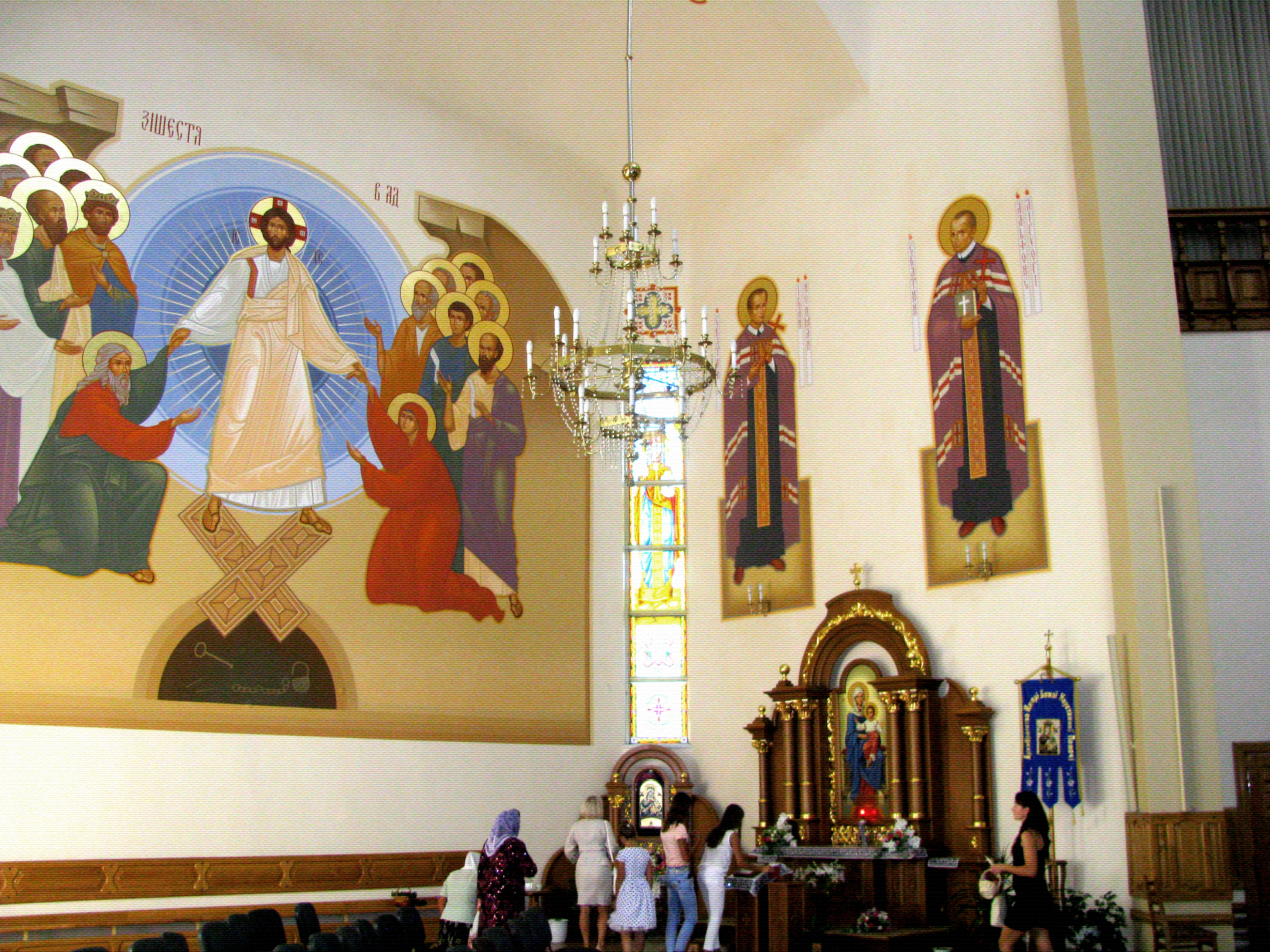
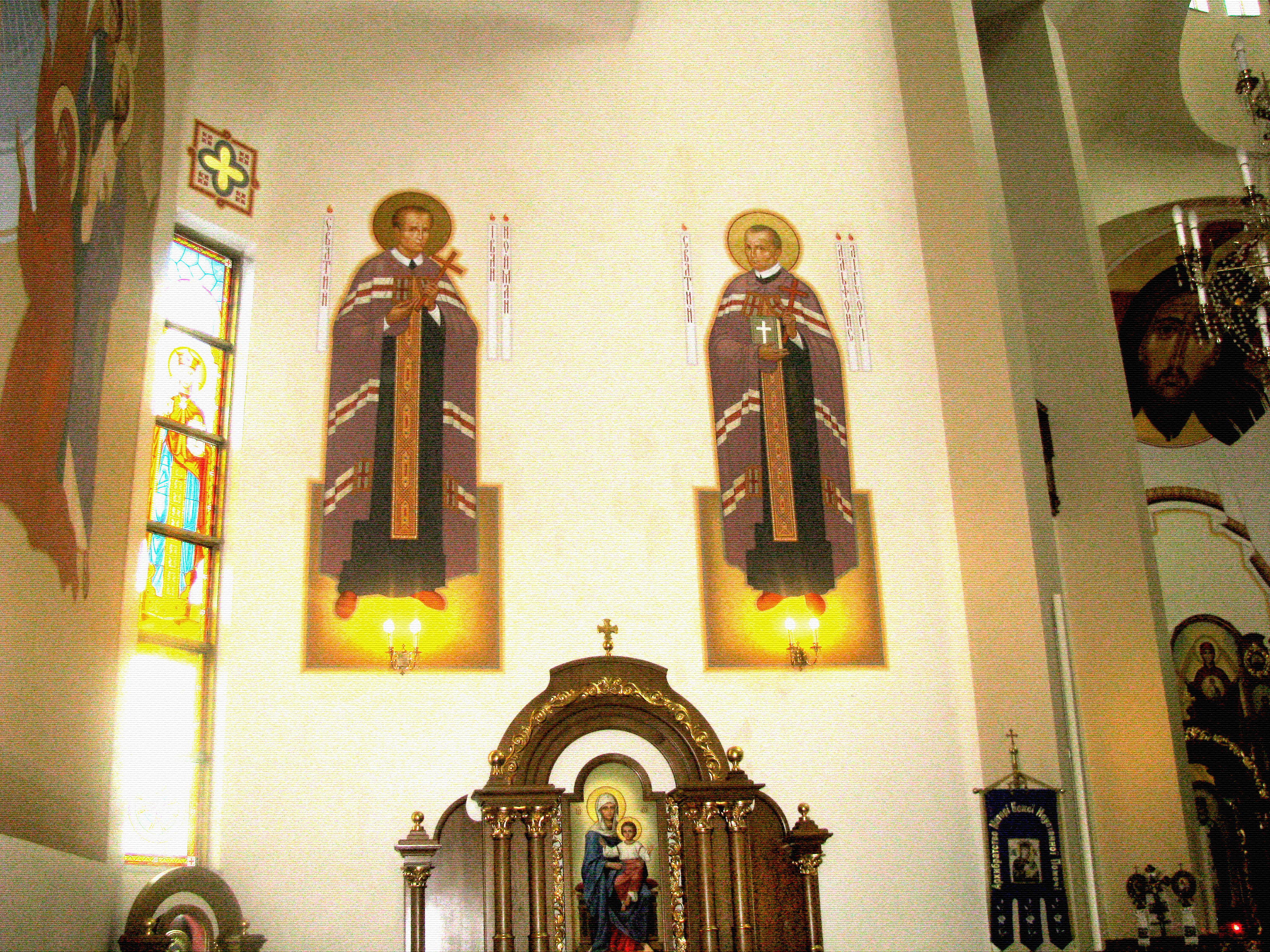
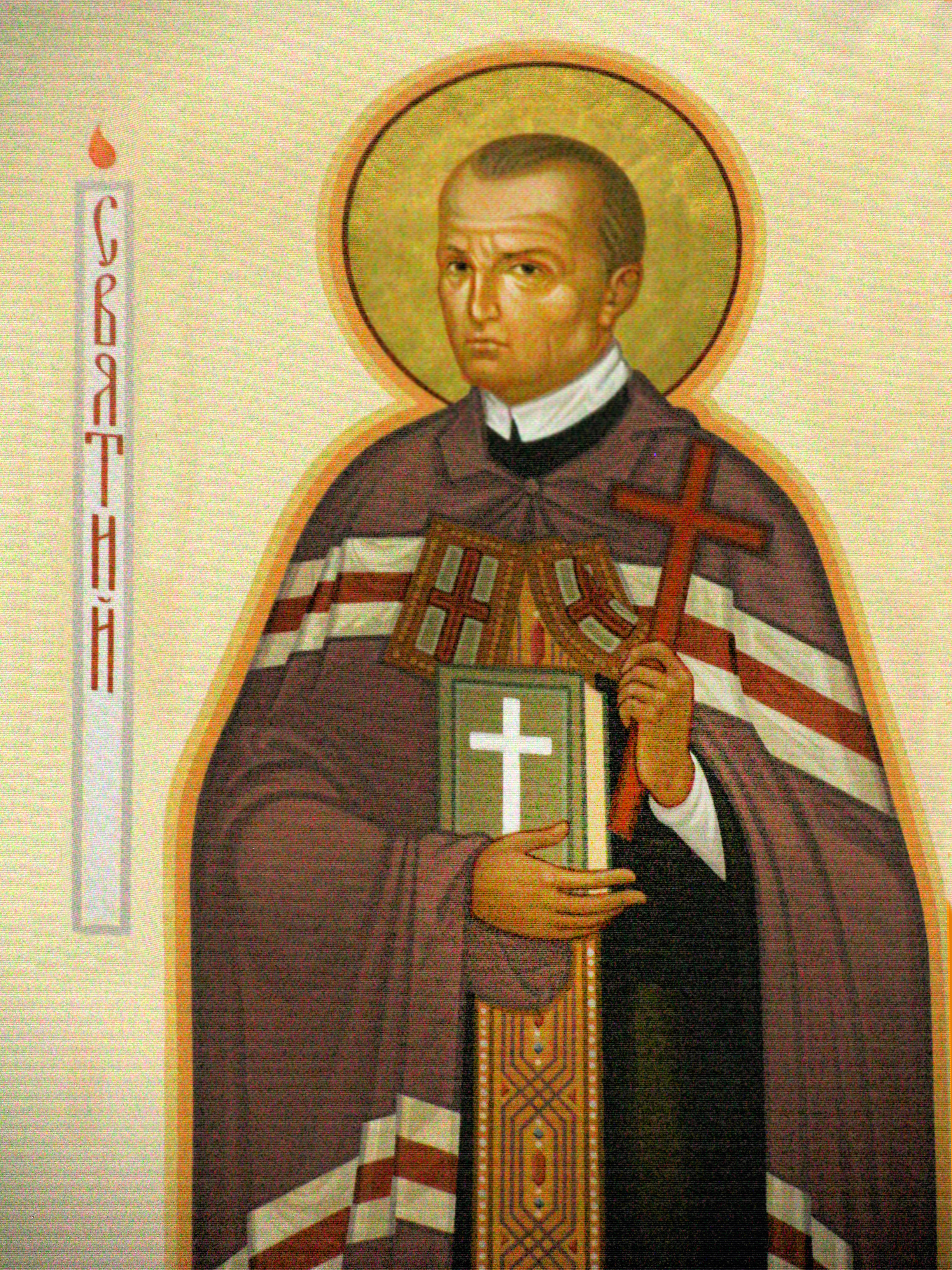
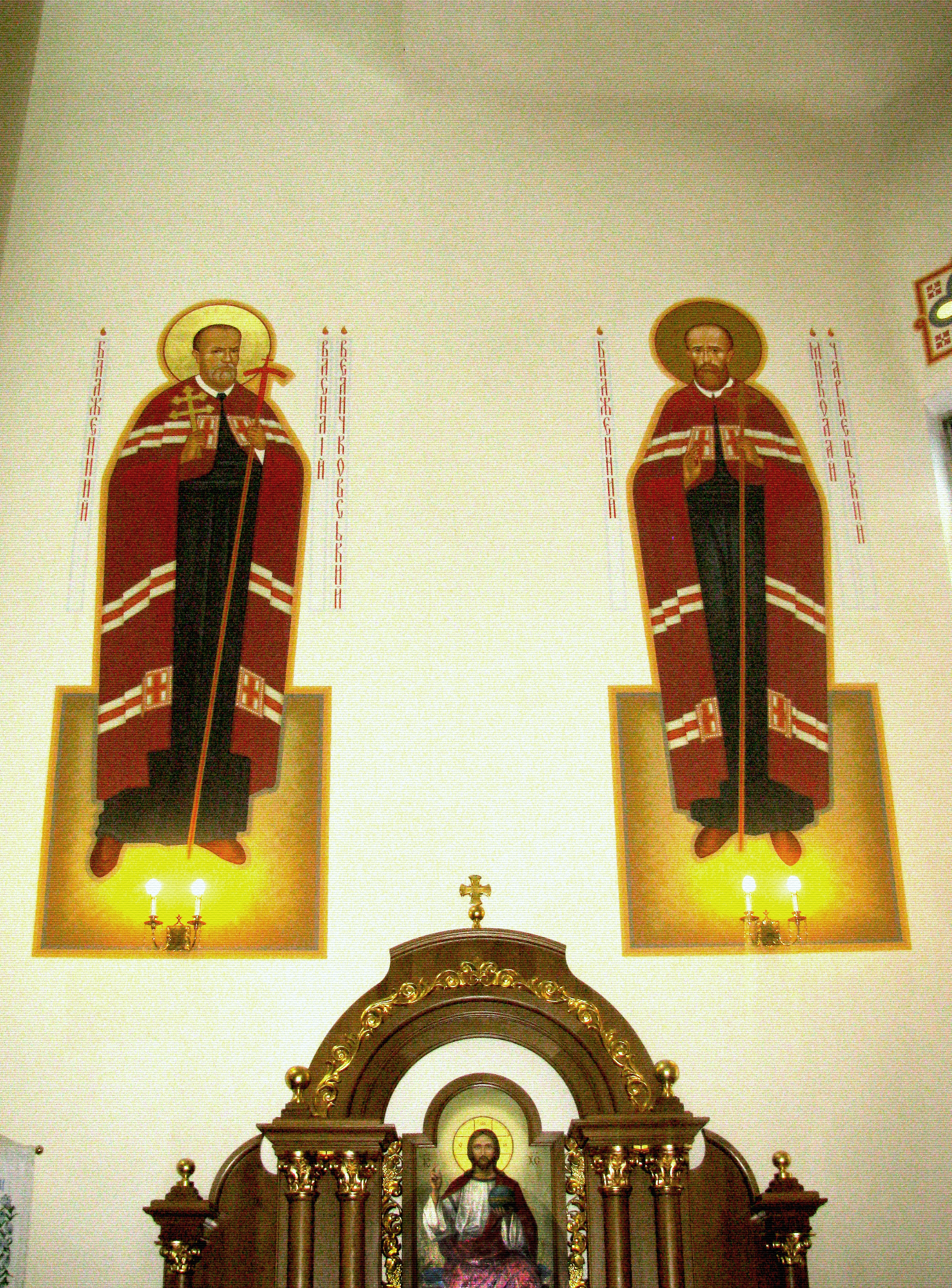

каплиця Іоанни Мироносиці, с. Суховоля, Городоцького району, Львівської області
церква Різдва Пресвятої Богородиці в с. Лавочне Львівської області
собор Успіння Пресвятої Богородиці, м. Чернівці 

## Виставки
Україна / Греція / Чехія / Франція / Іспанія / Італія
Роботи знаходяться в приватних колекціях: Іспанії / Канади / Франції / Німеччини / Польщі / США

## Нагороди
В 2011 році нагороджений Державною премією в галузі архітектури за поліхромію храму Різдва Пресвятої Богородиці на Сихові у Львові.
В 2016 році нагороджений премією "Boom Awards" у номінації "інтеграція мистецтва".
В 2017 році отримав перше місце в рейтингу ТОП 100 найвпливовіших осіб Львівщини в розділі "Мистецтво та культура" від інформагенції Медіа Стар.

## Захоплення
Східні бойові мистецтва. Має перший дан, чорний пояс по Мото-Ха Йошин Рю. Займається модерним Дзю Дзюцу при Академії Айкібудзюцу у Львові. Співзасновник громадської організації "Львівська християнська фундація бойових мистецтв "Духовний шлях воїна".